# ناحیه مانک‌گنج
ناحیه مانک‌گنج (به لاتین: Manikganj District) یک ناحیه در بنگلادش است که در استان داکا واقع شده‌است.

## خصوصیات
ناحیه مانک‌گنج ۱٬۳۸۳٫۶۶ کیلومترمربع مساحت و ۱٬۳۹۲٬۸۶۷ نفر جمعیت دارد.